# Notaspidiella
Notaspidiella is een geslacht van vliesvleugeligen uit de familie bronswespen (Chalcididae). De wetenschappelijke naam van dit geslacht is voor het eerst geldig gepubliceerd in 1988 door Boucek.

## Soorten
Het geslacht Notaspidiella omvat de volgende soorten:
- Notaspidiella clavata Narendran & Konishi, 2004
- Notaspidiella frater (Masi, 1917)
- Notaspidiella tirathabae (Ferrière, 1933)